# Villemur-sur-Tarn
Villemur-sur-Tarn (okcitansko Vilamur de Tarn) je naselje in občina v južnem francoskem departmaju Haute-Garonne regije Jug-Pireneji. Leta 2008 je naselje imelo 5.298 prebivalcev.

## Geografija
Naselje leži v pokrajini Languedoc ob reki Tarn in njenem pritoku Lègue, 32 km severovzhodno od Toulousa.

## Uprava
Villemur-sur-Tarn je sedež istoimenskega kantona, v katerega so poleg njegove vključene še občine Bondigoux, Le Born, Layrac-sur-Tarn, La Magdelaine-sur-Tarn, Mirepoix-sur-Tarn in Villematier s 7.781 prebivalci.
Kanton Villemur-sur-Tarn je sestavni del okrožja Toulouse.

## Zanimivosti
- cerkev sv. Mihaela;

- cerkev sv. Mihaela;

## Pobratena mesta
- Fara in Sabina (Lacij, Italija);